# Лигенза, Николай (1529—1603)
Николай Лигенза (пол. Mikołaj Ligęza z Bobrku; 1529 — 2 мая 1603) — польский государственный деятель, каштелян вислицкий (1577—1603), каштелян завихостский (1566), каштелян чехувский (1561), хорунжий коронный (1560), староста хелмский (1557), староста жидачувский (1561—1591), староста бечский (1561—1603), дворянин и секретарь королевский (1557).

## Биография
Представитель польского дворянского рода Лигенза герба «Пулкозиц». Младший сын Феликса Лигензы, бургграфа краковского, и Софии Тарновской (по другим данным — Софии Тенчинской), сестры гетмана великого коронного Яна Амора Тарновского.
В качестве сенатора он принял участие в сейме 1603 года. Каштелян чехувский с 1561 года.
Через брак в 1561 году с Эльжбетой Иордан (ум. 1611), дочерью воевода и каштеляна краковского Спитека Вавжинца Иордана и Анны Сенявской (ум. 1597), вдовой Станислава Бонера (ум. 1560), он получил 21 января 1561 года староство бечское, которым он владел до конца жизни. В связи с тем, что он взял на себя управление замком Огродзенец, в 1561—1576 годах построил там современный бульвар и ров.
С 1566 года каштелян завихостский, с 1577 года также каштелян вислицкий, староста жидачувский (в 1555 году получил королевское разрешение на его покупку у Михала Панёвского, в 1592 году отдал его своему сыну Николаю Спитеку), и хелмский. В 1575 году он также получил пост войта Беча от воеводы любельского Яна Тарло.
Как представитель Короны Королевства Польского, Николай Лигенза подписал Акт о Люблинской унии в 1569 году между Польшей и ВКЛ. В 1573 году он подтвердил избрание французского принца Генриха Валуа на польский королевский трон.
Миколай Лигенза внес большой вклад в город Беч. В 1574 году он начал интенсивное строительство оборонительных стен города. Он получил от короля Стефана Батория привилегию на проведение третьей ежегодной ярмарки в Бече. В церкви Тела Христова в Биче находится ренессансное надгробие Николая Лигензы (1578 г.) (впечатляющая скульптура с фигурой рыцаря и барельефом лошади и картушем с гербами Пулкозиц, Лелива, Нечуя и Сулима).
У него было несколько детей:
- Николай Спитек Лигенза (ок. 1562—1637) — каштелян сандомирский
- София Лигенза (? — 1652), жена каштеляна поланецкого Яна Скотницкого (1569—1621).